# 麵包袋夾

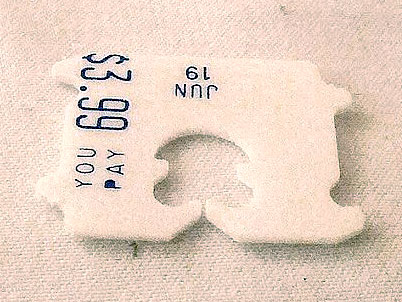
白色的麵包袋夾

麵包袋夾（英語：Bread clip）是用於封閉塑膠袋的裝置，通常用於封閉袋裝麵包的麵包袋。「Occlupanid」是用來描述這些裝置的專門術語，透過外觀將之做科學性分類，不同款式的夾有不同的功能 ，不同的顏色則表示不同的烘烤日期，不過顏色代碼並無通用標準。此外、麵包袋夾分為簡易的塑膠片夾和較複雜的機械夾兩種。

## 簡易麵包袋夾

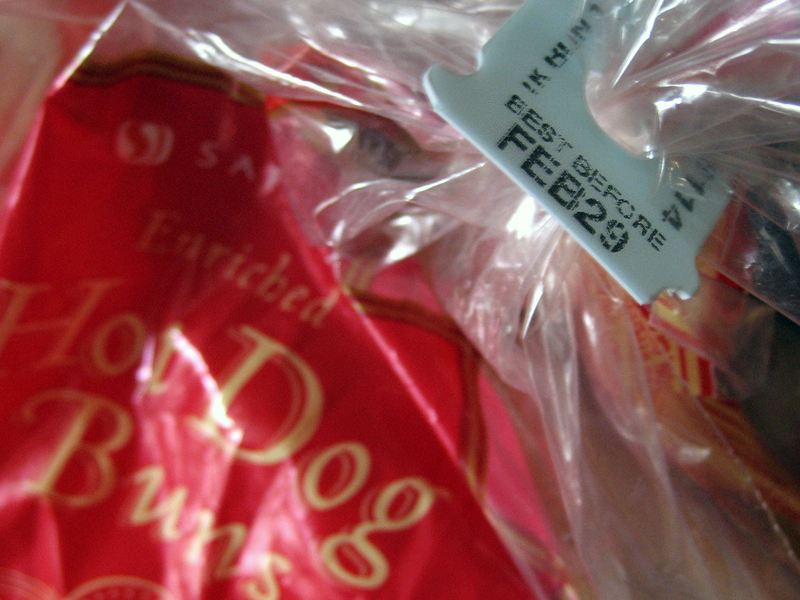
夾在袋裝麵包的麵包袋夾，印有保存期限

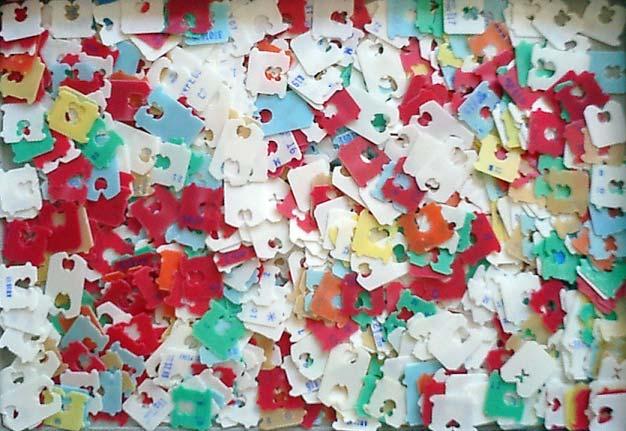
形形色色的麵包袋夾

大多數的麵包袋夾是單個塑膠片構成的，塑膠袋的頸部可以穿過塑膠片中心。由於袋裝麵包價格不高，且麵包袋夾的顏色和形狀五花八門，因此部份收藏家會蒐集它們。多數的麵包夾以聚苯乙烯為材料。
在加拿大安大略和新斯科細亞，牛奶通常是袋裝出售，其袋同樣以麵包袋夾封閉，夾上印有牛奶的保存期限。

## 發明
麵包袋夾的發明者是美國發明家佛洛伊德·帕克斯頓。1952年時，他搭飛機返家，在飛機上打開一包花生，但卻發現沒有辦法可以閉緊它，於是他便掏出錢包裡一張過期的信用卡，用鋼筆雕出了第一個袋夾。在那之後、佛洛伊德便創立Kwik Lok公司，並大量生產麵包袋夾。

## 腳註
1. ↑  .   [2017-01-14]. （原始内容存档于2021-04-28）.
2. ↑  .   [2017-01-14]. （原始内容存档于2018-09-09）.
3. ↑  Lukas, Paul. . Bloomberg.com.   [2016-03-30]. （原始内容存档于2019-11-17）.